# Kamatgi
Kamatgi är en ort i Indien.   Den ligger i delstaten Maharashtra, i den sydvästra delen av landet, 1 400 km söder om huvudstaden New Delhi. Kamatgi ligger 559 meter över havet och antalet invånare är 14 380.
Terrängen runt Kamatgi är huvudsakligen platt, men söderut är den kuperad. Runt Kamatgi är det ganska tätbefolkat, med 239 invånare per kvadratkilometer. Närmaste större samhälle är Bagalkot, 17,4 km nordväst om Kamatgi. Trakten runt Kamatgi består till största delen av jordbruksmark.